# Академическая гребля на летних Олимпийских играх 1976
Соревнования по академической гребле на летних Олимпийских играх 1976 года в Монреале проходили на Олимпийском гребном канале острова Notre-Dame. В 1976 году впервые в соревнованиях по академической гребле были введены 6 дисциплин у женщин, а также четвёрка парная у мужчин.

## Общий медальный зачёт
| Общее количество медалей | Общее количество медалей | Общее количество медалей | Общее количество медалей | Общее количество медалей | Общее количество медалей |
| Место                    | Страна                   | Золото                   | Серебро                  | Бронза                   | Всего                    |
| ------------------------ | ------------------------ | ------------------------ | ------------------------ | ------------------------ | ------------------------ |
| 1                        | ГДР                      | 9                        | 3                        | 2                        | 14                       |
| 2                        | Болгария                 | 2                        | 1                        | 0                        | 3                        |
| 3                        | СССР                     | 1                        | 4                        | 4                        | 9                        |
| 4                        | Финляндия                | 1                        | 0                        | 0                        | 1                        |
| 5                        | Норвегия                 | 1                        | 1                        | 0                        | 2                        |
| 6                        | США                      | 0                        | 2                        | 1                        | 3                        |
| 7                        | Великобритания           | 0                        | 2                        | 0                        | 2                        |
| 8                        | ФРГ                      | 0                        | 1                        | 3                        | 4                        |
| 9                        | Чехословакия             | 0                        | 0                        | 2                        | 2                        |
| 10                       | Румыния                  | 0                        | 0                        | 1                        | 1                        |
| 10                       | Новая Зеландия           | 0                        | 0                        | 1                        | 1                        |

## Медалисты

### Мужчины
| Дисциплина                                    | Золото | Серебро | Бронза |
| Одиночки см. подробнее                        | Пертти Карппинен Финляндия | Петер-Михаэль Кольбе ФРГ | Йоахим Драйфке ГДР |
| Двойки парные см. подробнее                   | Норвегия · Альф Хансен · Франк Хансен | Великобритания · Крис Бэйлью · Майкл Харт | ГДР · Ханс-Ульрих Шмид · Юрген Бертов |
| Четвёрки парные см. подробнее                 | ГДР · Вольфганг Гюльденпфеннинг · Рюдигер Райхе · Карл-Хайнц Бусерт · Михаэль Вольфграмм                                                                             | СССР · Евгений Дулеев · Юрий Якимов · Айвар Лаздениекс · Витаутас Буткус                                                                        | Чехословакия · Ярослав Геллебранд · Владек Лацина · Зденек Пецка · Вацлав Вохоска                                                                |
| Двойки распашные без рулевого см. подробнее   | ГДР · Йорг Ландфойгт · Бернд Ландфойгт | США · Кэлвин Коффи · Майкл Стейнс | ФРГ · Петер ван Ройе · Томас Штраус |
| Двойки распашные с рулевым см. подробнее      | ГДР · Харальд Ерлинг · Фридрих-Вильхельм Ульрих · Георг Шпор (рулевой)                                                                                               | СССР · Юрий Шуркалов · Дмитрий Бехтерев · Юрий Лоренцсон (рулевой)                                                                              | Чехословакия · Олдржих Свояновский · Павел Свояновский · Лудвик Вебр (рулевой)                                                                   |
| Четвёрки распашные без рулевого см. подробнее | ГДР · Зигфрид Брицке · Андреас Деккер · Штефан Земмлер · Вольфганг Магер                                                                                             | Норвегия · Оле Нафстад · Арне Бергодд · Финн Тветер · Рольф Андреассен                                                                          | СССР · Рауль Арнеманн · Николай Кузнецов · Валерий Долинин · Анушаван Гасан-Джалалов                                                             |
| Четвёрки распашные с рулевым                  | СССР · Владимир Ешинов · Николай Иванов · Александр Клепиков · Михаил Кузнецов · Александр Лукьянов (рулевой) · Александр Сема (в финале не участвовал)              | ГДР · Андреас Шульц · Рюдигер Кунце · Вальтер Диснер · Улльрих Диснер · Йоханнес Томас                                                          | ФРГ · Ханс-Йохан Фербер · Зигфрид Фрикке · Ральф Кубайль · Петер Нихузен · Хартмут Венцель                                                       |
| Восьмёрки распашные с рулевым см. подробнее   | ГДР · Бернд Баумгарт · Готтфрид Дён · Вернер Клатт · Ханс-Йоахим Люк · Дитер Вендиш · Роланд Костульски · Ульрих Карнац · Карл-Хайнц Прудёль · Карл-Хайнц Даниловски | Великобритания · Джеймс Кларк · Тим Крукс · Ричард Лестер · Хью Мэтесон · Дэвид Максвелл · Леонард Робертсон · Патрик Свини · Фредерик Смолбоун | Новая Зеландия · Саймон Дики · Питер Дигнан · Тревор Кокер · Алек Маклейн · Дейв Роджер · Айван Сазерленд · Тони Хёрт · Линдси Уилсон · Атол Эрл |

### Женщины
| Дисциплина                    | Золото | Серебро | Бронза |
| Одиночки                      | Кристине Шайблих ГДР | Джоан Линд США | Елена Антонова СССР |
| Двойки парные                 | Болгария · Светла Оцетова · Здравка Йорданова | ГДР · Сабине Ян · Петра Бёслер | СССР · Элеонора Каминскайте · Геновайте Рамошкене                                                                                       |
| Четвёрки парные с рулевой     | ГДР · Анке Борхман · Ютта Лау · Виола Полай · Росвита Цобельт · Лиане Вайгельт (рулевая)                                                                 | СССР · Галина Ермолаева · Мира Брюнина · Лариса Попова · Анна Кондрашина · Надежда Чернышова (рулевая)                                                                     | Румыния · Иоана Тудоран · Фелича Афрэсилоаие · Элисабета Лазэр · Мария Микша · Элена Джуркэ (рулевая)                                   |
| Двойки распашные без рулевой  | Болгария · Сийка Келбечева · Стоянка Груйчева | ГДР · Ангелика Ноак · Сабине Дене | ФРГ · Эдит Экбауэр · Теа Айнёдер |
| Четвёрки распашные с рулевой  | ГДР · Карин Метце · Бианка Шведе · Габриеле Лос · Андреа Курт · Забине Хес                                                                               | Болгария · Капка Георгиева · Гинка Гюрова · Марийка Модева · Рени Йорданова · Лиляна Васева                                                                                | СССР · Надежда Севостьянова · Людмила Крохина · Галина Мишенина · Анна Пасоха · Лидия Крылова (рулевая)                                 |
| Восьмёрки распашные с рулевой | ГДР · Виола Горецки · Кристиане Кнеч · Илона Рихтер · Бригитте Аренхольц · Моника Каллис · Хенриетта Эберт · Хельма Леман · Ирина Мюллер · Марина Вильке | СССР · Любовь Талалаева · Надежда Рощина · Клавдия Коженкова · Елена Зубко · Ольга Колкова · Нелли Тараканова · Надежда Розгон · Ольга Гузенко · Ольга Пуговская (рулевая) | США · Линн Силлиман · Энн Уорнер · Джеки Зок · Марион Грег · Пегги Маккарти · Гейл Рикетсон · Кэрол Браун · Анита Дефранц · Кэри Грейвз |

## Судьи
Президент FISA —  Томас Келлер, генеральный секретарь FISA —  Шарль Риоло.
Технический делегат FISA —  Бёрге Кос-Андерсен.
Жюри:
- Крис ван дер Плег
- Джон Лесли Гартон
- Хорас Дэвенпорт
- Евгений Кабанов
- Луи Патрико
- Андре Ришер[порт.]
- Дон Роулендс[англ.]
- Ареф Фахми

Судейская комиссия:
- Ежи Борковский
- Шарль Жирар
- Уильям Кнехт

Техническая комиссия:
- Божо Бенедик[словен.]
- Нели Гамбон-де Вос[нидерл.]
- Дэвид Казес
- Дэвид Маклеллан
- Эберхард Раппапорт
- Станислас Фонтейн
- Клаус Хес
- Ханс Ховальд

Судьи:

## Факты
- Будущий трёхкратный Олимпийский чемпион в одиночке  Пертти Карппинен на этих играх завоевал свою первую золотую медаль.